# Coptops brunnea
Coptops brunnea là một loài bọ cánh cứng trong họ Cerambycidae.